# 広島瓦斯電軌G形電車
広島瓦斯電軌G形電車（ひろしまがすでんきGがたでんしゃ）は、1930年に広島瓦斯電軌（後の広島電鉄）が新製した電車（路面電車車両）である。広島市への原子爆弾投下で被災したことより被爆電車でもある。
1939年に形式称号を200形と改め、1966年まで在籍した。

## 概要
1930年4月に201 - 210の10両が製造された、半鋼製車体を備える4輪単車である。
1945年8月6日の広島市への原子爆弾投下で全車被災し、特に201号が紙屋町と千田町の間で、202号が広島駅で、203号が十日市周辺で、205号が紙屋町で被災し、全焼の被害を受けたが、1948年5月までに全車復旧された。
1963年4月に207が廃車となり、205は工作車（事業用車）へ転用された。残る8両は1965年以降順次廃車となり、工作車となった205を含め1966年3月までに全車除籍された。
除籍後は全車とも解体処分され、現存する車両はない。

## 原子爆弾による被害
| 車番 | 被災場所・状況           | 状態 | 復旧       | 備考 |
| 201  | 紙屋町と千田町の間で被爆 | 全焼 | 1948年2月  |      |
| 202  | 広島駅で被爆             | 全焼 | 1948年3月  |      |
| 203  | 十日市周辺で被爆         | 全焼 | 1948年5月  |      |
| 204  | 己斐車庫に停泊           | 小破 | 1945年11月 |      |
| 205  | 紙屋町周辺で被爆         | 全焼 | 1948年4月  |      |
| 206  | 己斐車庫に停泊           | 小破 | 1946年3月  |      |
| 207  | 専売局周辺で被爆         | 小破 | 1945年11月 |      |
| 208  | 千田町車庫内で被爆       | 中破 | 1947年5月  |      |
| 209  | 白島周辺で被爆           | 大破 | 1946年12月 |      |
| 210  | 広島駅で被爆             | 大破 | 1946年2月  |      |

## 各車状況
| 車番 | 竣工      | 所属車庫           | 備考                    |
| 201  | 1930年4月 | 1966年3月20日廃車  |                         |
| 202  | 1930年4月 | 1966年3月20日廃車  |                         |
| 203  | 1930年4月 | 1966年3月20日廃車  |                         |
| 204  | 1930年4月 | 1965年12月15日廃車 |                         |
| 205  | 1930年4月 | 1965年1月廃車      | 1963年4月に工作車へ転用 |
| 206  | 1930年4月 | 1966年3月20日廃車  |                         |
| 207  | 1930年4月 | 1963年4月廃車      |                         |
| 208  | 1930年4月 | 1965年12月15日廃車 |                         |
| 209  | 1930年4月 | 1965年11月15日廃車 |                         |
| 210  | 1930年4月 | 1965年11月15日廃車 |                         |